# Maciej Grudziński
Maciej Grudziński herbu Grzymała – kasztelan bydgoski w latach 1486–1513.
Dzierżył urząd kasztelana bydgoskiego od 20 listopada 1486 r. do śmierci między czerwcem a październikiem 1513 r.
Jego osoba jest często wymieniana na kartach ksiąg sądowych w różnych sądach wielkopolskich. Sprawy tam poruszane dotyczyły najczęściej kwestii majątkowych.
W lipcu 1499 r. miał również sprawę w Gnieźnie w konsystorzu.
Rozbudował zamek w Gołańczy, którego był właścicielem.
Poseł województwa kaliskiego na sejm piotrkowski 1504 roku. 	